# Argemone arizonica
Argemone arizonica Ownbey – gatunek rośliny z rodziny makowatych (Papaveraceae Juss.). Występuje endemicznie w Stanach Zjednoczonych – w środkowo-północnej części Arizony, w Wielkim Kanionie Kolorado. 

## Morfologia
PokrójBylina dorastająca do 40–80 cm wysokości. Ma wiele rozłożystych łodyg, gęsto pokrytych kolcami.
LiścieSą pierzasto-klapowane, mniej lub bardziej kolczaste.
KwiatyPłatki mają białą barwę i osiągają do 35–50 mm długości. Kwiaty mają około 100 pręcików z jasnożółtymi nitkami. Zalążnia zawiera 3 owocolistki.
OwoceTorebki o podłużnie elipsoidalnym kształcie. Osiągają 35–45 mm długości i 10–14 mm szerokości. Są pokryte kolcami.

## Biologia i ekologia
Rośnie na skalistych, stromych zboczach, w lasach sosnowych, na północnych i południowych ścianach kanionów. Występuje na wysokości od 1000 do 2000 m n.p.m. Kwitnie od kwietnia do maja. 

## Zastosowanie
Roślina w Arizonie posiada status gatunku krytycznie zagrożonego.